# Telarca

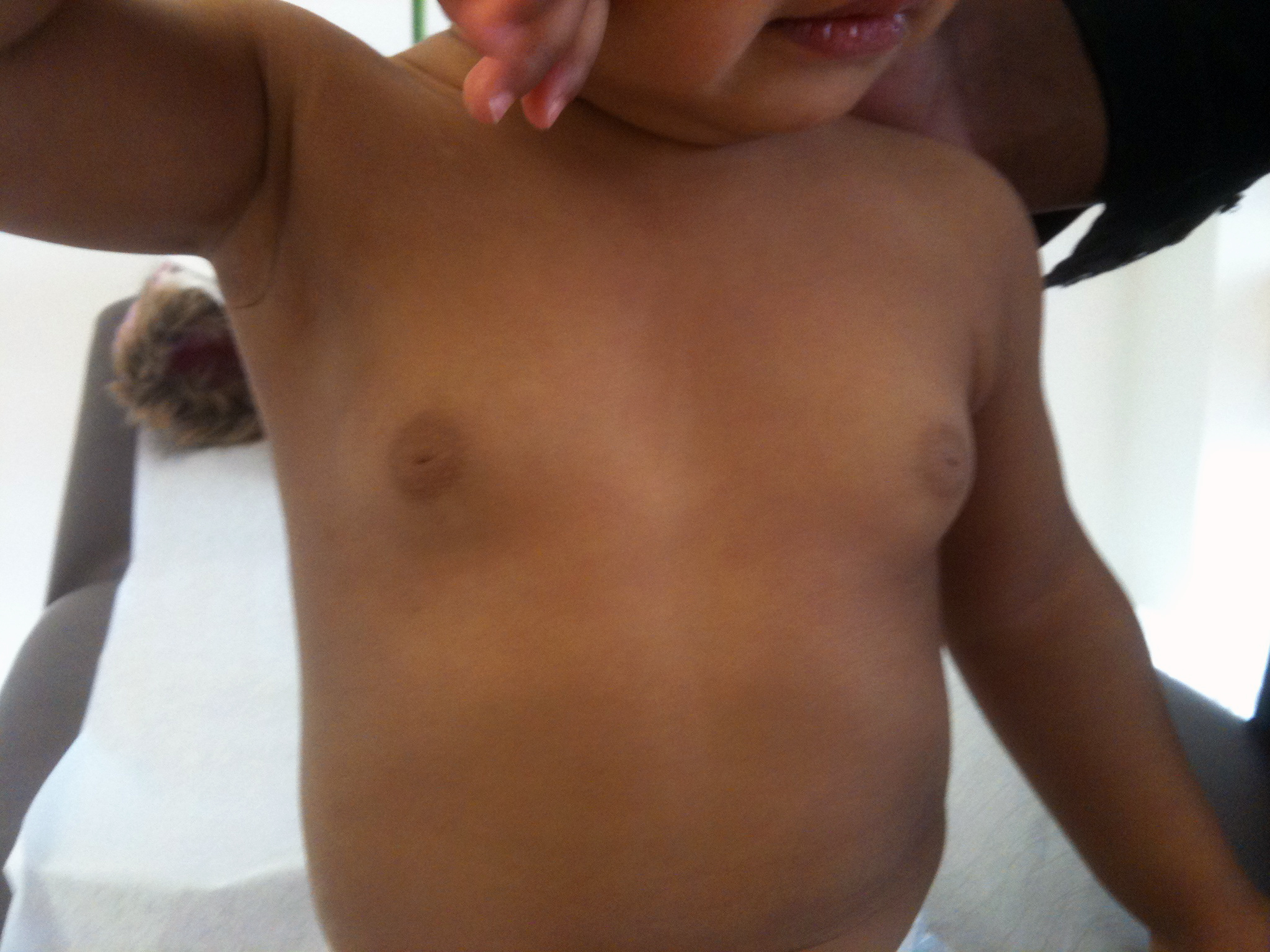
Telarca precoz em bebê de 12 meses.

Telarca (do grego θηλή thelḗ, “mamilo” e ἀρχή arkhé, começo) é o período que marca o início do desenvolvimento das mamas  e ocorre geralmente entre 8 e 13 anos de idade (em média: 10,5 anos). É geralmente o primeiro sinal fenotípico da puberdade em meninas (60%) e ocorre em resposta ao aumento de estrogênios (estradiol) circulantes; ao mesmo tempo produz-se uma estrogenização da mucosa vaginal e o crescimento da vagina e do útero.
O desenvolvimento das mamas continua ao longo da puberdade e adolescência, como descrito por Marshall e Tanner, a partir da qual desenvolveram uma escala de maturação sexual. A telarca é a fase M2 de Tanner. É comum que um mamilo se desenvolva antes do outro e se torne maior.

## Telarca prematura
O desenvolvimento das mamas antes dos 8 anos pode ser causado por um cisto ovariano produtor de estrógeno. Pode ocorrer nos primeiros anos de vida. O cisto aparece espontaneamente por causas desconhecidas (provavelmente originado de células germinativas da granulosa) e quase sempre regride espontaneamente sem causar maiores problemas. O aumento das mamas é interrompido até a puberdade. Na adolescência volta a crescer normalmente. Sendo assim raramente é necessário qualquer tratamento.

## Telarca tardia
A ausência de desenvolvimento das mamas até os 16 anos, ocorre em 3% das meninas e é sintoma de puberdade atrasada. Pode ser causado por desnutrição, diversas síndromes genéticas, transtornos endócrinos, transtornos alimentares ou excesso de exercícios em atletas.

## Ginecomastia
Quando as mamas crescem em pessoas do sexo masculino são chamadas de ginecomastia, frequentemente estão associados a um aumento na produção de estrógeno e decrécimo da produção de testosterona. A ginecomastia pode se desenvolver como resultado de mudanças normais nos níveis hormonais, embora outras causas também existam. O aumento pode ser desigual. Em recém nascidos pode ser pelos estrógenos na gestação.
Pode ser causado por diversos medicamentos (exemplo: anabolizantes), transtorno endócrino, por anomalia genética (ex: Síndrome de Klinefelter) ou tumores glandulares secretores de hormônios (ex: adenomas).
Casos moderados podem melhorar com dieta, exercícios e perda de peso, sem necessidade de cirurgia.